# Short track na Zimowych Igrzyskach Olimpijskich 2022 – sztafeta kobiet
Sztafeta kobiet rozgrywana w ramach short tracku na Zimowych Igrzyskach Olimpijskich 2022 odbyła się 9 i 13 lutego w Capital Indoor Stadium w Pekinie.

## Terminarz
| Data      | Konkurencja | Godzina rozpoczęcia | Godzina rozpoczęcia |
| Data      | Konkurencja | UTC+08:00           | CET                 |
| --------- | ----------- | ------------------- | ------------------- |
| 9 lutego  | Półfinały   | 20:45               | 13:45               |
| 13 lutego | Finał       | 19:44               | 12:44               |

## Wyniki

### Półfinały
- QA - awans do finału A
- QB - awans do finału B

| Miejsce | Grupa | Reprezentacja               | Zawodniczki                                                                    | Czas     | Uwagi |
| ------- | ----- | --------------------------- | ------------------------------------------------------------------------------ | -------- | ----- |
| 1.      | 1     | Holandia                    | Suzanne Schulting Selma Poutsma Xandra Velzeboer Yara van Kerkhof              | 4:04,133 | QA    |
| 2.      | 1     | Chińska Republika Ludowa    | Han Yutong Qu Chunyu Fan Kexin Zhang Yuting                                    | 4:04,383 | QA    |
| 3.      | 1     | Polska                      | Nikola Mazur Natalia Maliszewska Kamila Stormowska Patrycja Maliszewska        | 4:10,074 | QB    |
| 4.      | 1     | Włochy                      | Arianna Fontana Cynthia Mascitto Martina Valcepina Arianna Valcepina           | 4:17,438 | QB    |
| 1.      | 2     | Kanada                      | Courtney Sarault Florence Brunelle Kim Boutin Alyson Charles                   | 4:05,893 | QA    |
| 2.      | 2     | Korea Południowa            | Seo Whi-min Choi Min-jeong Kim A-lang Lee Yu-bin                               | 4:05,904 | QA    |
| 3.      | 2     | Rosyjski Komitet Olimpijski | Sofja Proswirnowa Jekatierina Jefriemienkowa Jelena Sieriogina Anna Wostrikowa | 4:06,064 | QB    |
| 4.      | 2     | Stany Zjednoczone           | Kristen Santos Corinne Stoddard Maame Biney Julie Letai                        | 4:06,098 | QB    |

### Finały

#### Finał B
| Miejsce | Reprezentacja               | Zawodniczki                                                                    | Czas     | Uwagi |
| ------- | --------------------------- | ------------------------------------------------------------------------------ | -------- | ----- |
| 5.      | Włochy                      | Arianna Fontana Martina Valcepina Arianna Sighel Arianna Valcepina             | 4:09,688 |       |
| 6.      | Polska                      | Nikola Mazur Natalia Maliszewska Kamila Stormowska Patrycja Maliszewska        | 4:10,210 |       |
| 07 !    | Rosyjski Komitet Olimpijski | Sofja Proswirnowa Jekatierina Jefriemienkowa Jelena Sieriogina Anna Wostrikowa |          | DSQ   |
| 08 !    | Stany Zjednoczone           | Kristen Santos Corinne Stoddard Maame Biney Julie Letai                        |          | DSQ   |

#### Finał A
| Miejsce | Reprezentacja            | Zawodniczki                                                       | Czas     | Uwagi |
| ------- | ------------------------ | ----------------------------------------------------------------- | -------- | ----- |
| 01 !    | Holandia                 | Suzanne Schulting Selma Poutsma Xandra Velzeboer Yara van Kerkhof | 4:03,409 | OR    |
| 02 !    | Korea Południowa         | Seo Whi-min Choi Min-jeong Kim A-lang Lee Yu-bin                  | 4:03,627 |       |
| 03 !    | Chińska Republika Ludowa | Qu Chunyu Zhang Chutong Fan Kexin Zhang Yuting                    | 4:03,863 |       |
| 4.      | Kanada                   | Courtney Sarault Florence Brunelle Kim Boutin Alyson Charles      | 4:04,329 |       |